# 1849 год в науке
В 1849 году были различные научные и технологические события, некоторые из которых представлены ниже.

## События
- 1 января — выходит первая почтовая марка Франции.
- Адольф Бертольд, экспериментально доказал, что кастрация цыплят мужского пола предотвращает их развитие в петухов, что сделало его пионером эндокринологии.
- Основан The Astronomical Journal

## Родились
- 7 марта — Лютер Бербанк, американский биолог и селекционер (ум. 1926).
- 29 июля — Макс Нордау, австрийский философ и лидер сионизма (ум. 1923).
- 14 сентября — Иван Петрович Павлов, русский биолог, Нобелевская премия по медицине (ум. 1936).
- 19 сентября — Николай Григорьевич Егоров, русский физик. (ум. 1919)
- 10 октября — Карл Ланг (ум. 1893), немецкий метеоролог и педагог; член Леопольдины.
- 2 ноября — Лайош Лоци, венгерский геолог, географ, геоморфолог, путешественник. Почётный член Венгерской академии наук.
- 28 ноября — Василий Антонович Канский, российский лингвист, филолог, переводчик и педагог.

## Скончались
- 18 апреля — Карл Иванович Росси, петербургский архитектор.
- 12 декабря — Марк Брюнель, изобретатель проходческого щита, построивший с его помощью туннель под Темзой.